# غولياتبورغ
غولياتبورغ (بالإنجليزية: Goliathberg)‏ هي اٍحدى أعلى القمم الجبلية في سورينام بارتفاع يصل اٍلى 358 م (1،170 قدم). تقع القمة في أقصى الشمال الشرقي من مقاطعة بروكوبوندو وفينتيفاي. هناك أنشطة لتعدين الذهب على المنحدر الجنوبي من مكان الجبل.
يقع غدير غوليات، والذي يصب في نهر كوسفاينه، ينبع من جبل غولياتبورغ ويعبر إلى ممر أفانافيرو. 
يمر الغدير عبر مشروع غابات رئيسي للتجديد الأدغال وأشجار الصنوبر.